# Chocolate Factory
Chocolate Factory (em português:  Fábrica de Chocolate) é o quinto álbum de estúdio do músico americano de R&B e soul, R. Kelly. Foi lançado em 18 de Fevereiro de 2003 pela editora discográfica Jive Records. As sessões de gravação para o álbum ocorreram principalmente nos Rockland Studios nos Recording Company Chicago em Chicago, Illinois em 2001 e 2003. Foi principalmente escrito, arranjado e produzido por R. Kelly. Chocolate Factory foi concebido por Kelly em meio à controvérsia sobre o seu escândalo sexual na época.
O álbum estreou no número um na Billboard 200 nos Estados Unidos, vendendo mais de 532.000 cópias em sua primeira semana. Alcançou o sucesso nos mercados internacionais e produziu três singles que atingiram sucesso nas paradas, incluindo os êxitos nos EUA e Reino Unido, "Snake" e "Step in the Name of Love", e o sucesso internacional "Ignition (Remix)". Chocolate Factory foi bem recebido pela maioria dos críticos de música, recebendo elogios de publicações como o The New York Times e USA Today. O álbum já vendeu mais de três milhões de cópias em todo o mundo e recebeu as certificações de vendas nos Estados Unidos e no Reino Unido.

## Faixas
| #   | Canção                                      | Duração |
| --- | ------------------------------------------- | ------- |
| 1   | "Chocolate Factory"                         | 3:50    |
| 2   | "Step in the Name of Love"                  | 5:42    |
| 3   | "Heart of a Woman"                          | 4:31    |
| 4   | "I'll Never Leave"                          | 3:45    |
| 5   | "Been Around the World" (com Ja Rule)       | 4:05    |
| 6   | "You Made Me Love You"                      | 4:34    |
| 7   | "Forever"                                   | 4:06    |
| 8   | "Dream Girl"                                | 3:57    |
| 9   | "Ignition"                                  | 3:16    |
| 10. | "Ignition (Remix)"                          | 3:06    |
| 11  | "Forever More"                              | 3:33    |
| 12  | "You Knock Me Out"                          | 4:10    |
| 13  | "Step in The Name of Love (Remix)"          | 7:12    |
| 14  | "Imagine That"                              | 4:38    |
| 15  | "Showdown" (com Ronald Isley)               | 7:54    |
| 16  | "Snake" (com Big Tigger)                    | 4:51    |
| 17  | "Who's That (edited version)" (com Fat Joe) | 3:33    |

## Desempenho nas tabelas
| Tabela (2003)                    | Melhor posição |
| -------------------------------- | -------------- |
| Canadian Albums Chart            | 14             |
| Dutch Albums Chart               | 25             |
| French Albums Chart              | 18             |
| German Albums Chart              | 18             |
| Swiss Albums Chart               | 24             |
| UK Albums Chart                  | 10             |
| Billboard 200                    | 1              |
| Billboard Top R&B/Hip-Hop Albums | 1              |

## Certificações
| Região         | Certificador | Certificação |
| -------------- | ------------ | ------------ |
| Reino Unido    | BPI          | ouro         |
| Estados Unidos | RIAA         | 3× platina   |